# 다테 무네아키

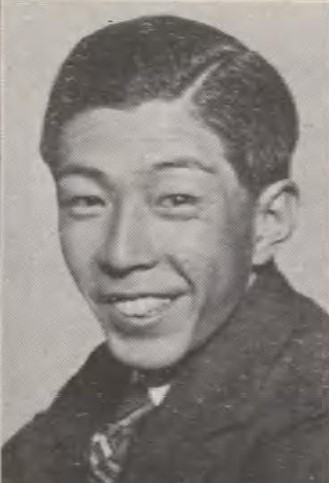

다테 무네아키(伊達宗彰)는 일본의 화족, 정치인, 기업인이다.
친부는 다테 다다타카(伊達紀隆)로서 그의 삼남으로 태어났다. 어머니는 호조 우지유키 자작의 딸이다. 조부는 다테 무네에 후작이며 무네아키는 백부 다테 무네노부 후작의 양자로 입적되었다. 무네노부 사후 후작위를 습작하였다.
| 전임 다테 무네노부 | 제3대 (우와지마)다테 후작가 당주 1923년 ~ 1947년 | 후임 화족 제도 폐지 |

| 전임 다테 무네노부 | 제11대 우와지마 다테가 당주 | 후임 다테 무네노리 |